# Перед дзеркалом (картина Роберта Браунінга)
Перед дзеркалом (англ. Before the Mirror) — картина англійського художника Роберта Барретта Браунінга у жанрі ню, написана 1887 року.
Виконана у техніці живопису олійними фарбами на полотні картина має розміри 209,5 на 129 см. Картина зображує оголену жінку у вертикальній композиції. Зображена жінка, повернена спиною до глядача, стоїть, обпершись лівим коліном об пишний диван, вкритий тигровою шкурою. У лівій руці жінка тримає над головою пасмо довгого чорного волосся. Лівобіч на картині видно фрагмент великого дзеркала у широкій золотій рамі. З правого боку композицію замикає жіноча статуетка, що стоїть на мармуровій колоні-підставці. На дивані лежить перевернутий догори якийсь музичний інструмент, можливо торбан.
Картина «Перед дзеркалом» є, напевно, найбільш відомим та впізнаваним малярським образом Роберта Барретта Браунінга поряд з портретом його батька — відомого поета.